# Vito Simonetti
Vito Simonetti de Mare (Buenos Aires, 26 marzo 1903 – ...) è stato uno schermidore argentino.

## Biografia
Ha partecipato ai Giochi della XIV Olimpiade di Londra nel 1948 ed ai Giochi della XV Olimpiade di Helsinki nel 1952.

## Palmarès
In carriera ha conseguito i seguenti risultati:
- Giochi panamericani:

Buenos Aires 1951: oro nella spada a squadre.